# Ivar Björklind
Karl Ivar Björklind, född den 27 januari 1903 i Nora, död den 18 maj 1981 i Västerleds församling, Stockholm, var en svensk skogsarbetare och författare. Signaturer: Mac Carlei, Mac Lean, Kibe och Elon Skogman. Pseudonym: Ivar Björklinden.

## Biografi
Fadern var gruvarbetare och Björlind arbetade bland annat som lantarbetare, smideshantlangare, gruvarbetare och skogsarbetare.
Han var autodidakt och började år 1921 medarbeta med noveller och artiklar bland annat i Dagens Nyheter, Arbetaren, Brand, Dala-Syndikalisten, Såningsmannen och Lektyr. År 1928 utkom Män i mörker som är en realistisk skildring av gruvarbetarnas liv. Sent i livet återkom Björlind med flera novellsamlingar och romaner. Han är begravd på Skogskyrkogården i Stockholm.